# Stenella (dolfijnen)
Stenella is een geslacht van dolfijnen uit de familie Delphinidae (Dolfijnen).

## Soorten
- Stenella attenuata (Gray, 1846) – Slanke dolfijn
- Stenella clymene (Gray, 1846) – Clymenedolfijn
- Stenella coeruleoalba (Meyen, 1833) – Gestreepte dolfijn
- Stenella frontalis (Cuvier, 1829) – Atlantische vlekdolfijn
- Stenella longirostris (Gray, 1828) – Langsnuitdolfijn of spinnerdolfijn